# 1990 WN4
1990 WN4 är en asteroid i huvudbältet som upptäcktes den 16 november 1990 av den belgiske astronomen Eric W. Elst vid La Silla-observatoriet.
Asteroiden har en diameter på ungefär 4 kilometer.